# Si no m'estimes, què m'importa?
Si no m'estimes, què m'importa?, JW V/1 (en txec Když mě nechceš, což je vic?), és un lied per a tenor i piano, eventualment també amb cor masculí, compost per Leoš Janáček sobre el text Popěvky de František Ladislav Čelakovský. El va compondre entre 1871 i 1876 i es va estrenar el 23 gener de 1876 a Brno.

## Origen i context
L'estrena va ser en un concert de la Coral Svatopluk dirigida pel mateix Janáček, i va ser cantada en segon lloc en un grup de tres cançons, les altres dues eren Llaurant, IV/1 i Amor vertader, IV/8. No se sap si la va cantar només un tenor o la va revisar per ser cantada per la coral. A part d'exercicis d'estudiant, Si no m'estimes, què m'importa? seria l'única obra composta per Janáček per a una sola veu, si exceptuem la desapareguda Mort (X/3), suposadament amb un acompanyament orquestral.